# Вийди заміж за мого чоловіка
«Вийди заміж за мого чоловіка» (кор.: хангиль: 내 남편과 결혼해줘) — південнокорейський телесеріал 2024 року, сценаристом якого є Шин Ю Дам, у головних ролях Пак Мін Йон, На Ін У, Лі Ї Кен і Сон Ха Юн. Серіал заснований на однойменному вебромані, який також був серіалізований як вебтун.  Він виходив на tvN з 1 січня 2024 року по 20 лютого 2024 року щопонеділка та щовівторка о 20:50 (KST). Він також доступний для трансляції на TVING у Південній Кореї та на Amazon Prime Video в окремих регіонах світу, за винятком Південної Кореї та Китаю.  

## Короткий зміст
Спочатку дія відбувається у 2023 році. Жінка, хвора на термінальний рак шлунка, яку випадково вбив її чоловік після того, як вона стала свідком його зради з її найкращою подругою, прокидається десятьма роками раніше (2013) і починає своє друге життя. І тепер головна героїня вирішила не зазнати такої долі, вона намагається змусити свою найкращу подругу взяти на себе її долю та вийти заміж за її чоловіка, а також переконатися, що цього разу вона проживе найкраще життя, не шкодуючи ні про що.

## Акторський склад

### Головні ролі
- Пак Мін Йон — Кан Джі Вон [9]
  - Кім А Х'юн — молода Кан Джі Вон [10]

Звичайна жінка, яка проводить свої дні, обтяжені некомпетентним чоловіком, недбалими свекрами та важкою роботою, а в юному віці стає онкохворою.
- На Ін Ву в ролі Ю Чжі Хека [11]

Менеджер з маркетингу U&K Food, який є найбільшим помічником Кан Джі-Вон у її помсті. У нього нерозділене кохання до неї.
- Лі Ї Кюн — Пак Мін Хван [11]

Чоловік Джи-Вон до її повернення. Він є помічником керівника відділу маркетингу U&K Food 1.
- Сон Ха Юн — Чон Су Мін [11]
  - Ум Со Хюн — молода Чон Су Мін [10]

Єдина найкраща подруга Джі-Вон, яка закрутила роман з її чоловіком. Вона є членом першої маркетингової команди U&K Food .
- Лі Гі Кванг — Бек Ен Хо [11]

Шкільний однокласник Джі-Вон, красивий і популярний шеф-кухар.

### Другорядні ролі

#### Люди в компанії
- Гун Мін Чжон — Ян Джу Ран [11]

Колега Джі-Вон, яка є помічником керівника відділу маркетингу U&K Food 1.
- Чой Гю-рі — Ю Хуей Йон [12]

Член першого відділу маркетингу U&K Food . Вона також є молодшою сестрою Ю Чжі Хека.
- Кім Джун Хі в ролі Кім Гьон Ука [13]

Бос Джі-Вон, який є менеджером маркетингової групи 1 U&K Food.
- Ха До-Квон — Лі Сук Джун [13]

Права рука Хан-іла та керівник відділу стратегічного планування U&K Group.

#### Члени сім'ї
- Мун Сон Кеун — Ю Хан Іл [13]

Дідусь Джи-Хека та Хуей-Йон, який заснував U&K Group.
- Чон Кюн Сун — Кім Джа Ок [12]

Мати Мін Хвана.
- Чон Сук Йон — Кан Хюн Мо [12]

Батько Джі-вон, який є водієм вантажівки.

#### Люди навколо них
- Чо Джін Се в ролі Чо Донг Сока [13]

Улюблений молодший друг Джи Хека, до якого він ставиться як до члена родини. Він є власником ресторану смажених курчат Fry Me.
- Мун Су Йон як Кім Шін У [12]

Партнер Донг Сока в ресторані смажених курчат Fry Me.
- Бе Гірін — Ха Єджі [12]

Однокласник Джи-вон, Су-мін і  Юн-хо у старшій школі.
- Чан Чже Хо — Лі Чже Вон [12]

Безробітний чоловік Джу-ран.

### Розширений
- Чон Чже Сон — Ван Хен Ін [14]

Керуючий директор U&K Food.
- Кан Сан Джун — Ю Сан Чжон [15]

Друг Мін Хвана.
- BoA як Oh Yu-ra [16] [17]

Колишня наречена Джі-Хюка.

### Особливі появи
- Чой Ґван Іль у ролі Чхве Нам Хеона (серія 1)
- Лі Чон Ин як Хі Сук (епізод 12) [18]

Біологічна мати Джі-вона.
- Кім Хен у ролі Лі Мен Джа [19]

Біологічна мати Су Мін.

## Сприйняття

### Критична відповідь
Марта Ґурна з польської газети Gazeta Wyborcza описала серіал як приклад «винного задоволення», прокоментувавши, що «це приносить задоволення та покращує настрій», якщо ви можете «закривати очі [на] пафосну банальність, перебільшені діалоги та багато сповільненого руху".  Пуа Зівей з NME дав серіалу чотири зірки, заявивши, що «хоч [серіал] не є новаторським, він також не такий, яким він намагається бути», додавши, що «дозволити Джі-Вон отримати відплату» та «несподівані повороти» — це « достатньо, щоб змусити глядачів повертатися». 

### Глядачість
| Ep. | Оригінальна дата трансляції | Середня частка аудиторії </br> (Nielsen Korea) | Середня частка аудиторії </br> (Nielsen Korea) |
| Ep. | Оригінальна дата трансляції | Загальнонаціональний                           | Сеул                                           |
| --- | --------------------------- | ---------------------------------------------- | ---------------------------------------------- |
| 1 | 1 січня 2024 року           | 5.211% (1st)                                   | 5.608% (1st)                                   |
| 2 | 2 січня 2024 р              | 5,891% (1st)                                   | 6,246% (1st)                                   |
| 3 | 8 січня 2024 р              | 6,420% (1st)                                   | 7,079% (1st)                                   |
| 4 | 9 січня 2024 р              | 7,595% (1st)                                   | 7,861% (1st)                                   |
| 5 | 15 січня 2024 р             | 7,372% (2nd)                                   | 8,019% (2nd)                                   |
| 6 | 16 січня 2024 р             | 7,773% (1st)                                   | 8,329% (1st)                                   |
| 7 | 22 січня 2024 року          | 9,359% (1st)                                   | 10,369% (1st)                                  |
| 8 | 23 січня 2024 р             | 8,642% (1st)                                   | 9,177% (1st)                                   |
| 9 | 29 січня 2024 р             | 9,844% (1st)                                   | 11,117% (1st)                                  |
| 10 | 30 січня 2024 р             | 10,714% (1st)                                  | 11,765% (1st)                                  |
| 11 | 5 лютого 2024 р             | 11,776% (1st)                                  | 13.036% (1st)                                  |
| 12 | 6 лютого 2024 р             | 10,518% (2nd)                                  | 11,324% (2nd)                                  |
| 13 | 12 лютого 2024 р            | 10,820% (1st)                                  | 12,050% (1st)                                  |
| 14 | 13 лютого 2024 р            | 11,050% (1st)                                  | 11,617% (1st)                                  |
| 15 | 19 лютого 2024 р            | 11,081% (1st)                                  | 12,178% (1st)                                  |
| 16 | 20 лютого 2024 р            | 11.951% (1st)                                  | 12,485% (1st)                                  |
| Середній | Середній                    | 9.126%                                         | 9.891%                                         |
| - У таблиці вище сині числа позначають найнижчі оцінки, а червоні числа найвищі. - Цей серіал транслювався на кабельному каналі/платному телебаченні, яке зазвичай має відносно меншу аудиторію порівняно з безкоштовним телебаченням/суспільними мовниками ( KBS, SBS, MBC та EBS ). |                             |                                                |                                                |

## Оригінальний саундтрек

### Частина 1
| #   | Назва    | Автор музики | Тривалість |
| --- | -------- | ------------ | ---------- |
| 1.  | Untitled | Park Sung-il |            |
| 12. | Untitled | Park Sung-il |            |

### Частина 2
| #   | Назва    | Автор музики | Тривалість |
| --- | -------- | ------------ | ---------- |
| 1.  | Untitled | Park Sung-il |            |
| 12. | Untitled | Park Sung-il |            |

### Частина 3
| #   | Назва    | Автор музики | Тривалість |
| --- | -------- | ------------ | ---------- |
| 1.  | Untitled | Park Sung-il |            |
| 12. | Untitled | Park Sung-il |            |

### Частина 4
| #   | Назва    | Автор музики | Тривалість |
| --- | -------- | ------------ | ---------- |
| 1.  | Untitled | Judah Earl   |            |
| 12. | Untitled | Judah Earl   |            |

### Частина 5
| #   | Назва    | Автор музики | Тривалість |
| --- | -------- | ------------ | ---------- |
| 1.  | Untitled | Park Sung-il |            |
| 12. | Untitled | Park Sung-il |            |

Спеціальний трек
| #   | Назва    | Автор музики | Тривалість |
| --- | -------- | ------------ | ---------- |
| 1.  | Untitled | Park Sung-il |            |
| 12. | Untitled | Park Sung-il |            |